# BCE Inc.
BCE Inc., anteriormente Bell Canada Enterprises Inc., es una sociedad de cartera que cotiza en bolsa en Canadá para  Bell MTS Inc.  y el grupo de compañías de telecomunicaciones Bell Canada, Además que incluye varios activos medios de comunicación bajo su subsidiaria Bell Media Inc. Fundada a través de una reorganización corporativa en 1983 cuando Bell Canada, Northern Telecom y otras compañías relacionadas se convirtieron en subsidiarias de Bell Canada Enterprises Inc., BCE Inc. es una de las corporaciones más grandes de Canadá.  La compañía tiene su sede en 1 Carrefour Alexander-Graham-Bell en Montreal, Quebec,Canadá.
BCE Inc. es un componente de la S&P/TSX 60 y está listado con el Toronto Stock Exchange (TSX: BCE) y el New York Stock Exchange (NYSE:BCE). Fue clasificada como la 17.ª corporación más grande de Canadá por ingresos en 2014 y como el noveno más grande por capitalización en 2015.

## Historia

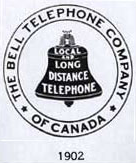
Logotipo utilizado por la Bell Telephone Company de Canadá entre 1902 y 1922.

La Bell Telephone Company of Canada Ltd. fue creada por una ley del Parlamento el 29 de abril de 1880. Más tarde conocida como Bell Canada, su carta le otorgó el derecho de construir líneas telefónicas junto con todos los derechos de paso públicos en Canadá. Según un acuerdo de licencia con American Bell Telephone Company , con sede en los Estados Unidos , Bell también fabricaba teléfonos y equipos telefónicos, una actividad que se dividiría en una compañía separada que luego se convertiría en Northern Telecom y luego en Nortel Networks.
En 1983, todas las compañías del grupo Bell Canada (también conocido como el "Grupo Bell") fueron colocadas bajo una nueva compañía holding, Bell Canada Enterprises Inc. (BCE). Esta reorganización corporativa dio como resultado que Bell Canadá y sus subsidiarias, incluidas Northern Telecom(más tarde Nortel Networks) y más de otras 80, se convirtieran en subsidiarias de la nueva compañía tenedora, BCE. Bajo la nueva matriz, cada compañía era propiedad directa de BCE, que tenía el beneficio de liberar a la compañía manufacturera, Nortel, y otras propiedades de la compañía telefónica altamente regulada, Bell Canada. Bajo una variedad de líderes, BCE se ha embarcado en una serie de diversificaciónes , consolidaciónes y estrategias corporativas. En 1988, Bell Canada Enterprises pasó a llamarse BCE Inc.

### Diversificación y expansión
En 1983, A.  Jean de Grandpré, presidente de Bell Canada, fue nombrado primer presidente y director ejecutivo (CEO) de BCE. La compañía pronto se embarcó en una importante diversificación en el desarrollo inmobiliario, el sector energético, los servicios financieros y otros sectores.  En pocos años, se convirtió en la primera compañía canadiense en reportar CAD $ 1 mil millones en ganancias.
Cuando Jean Monty asumió el cargo de CEO en 1998, siguió una estrategia de convergencia, intentando combinar la creación y distribución de contenido dentro de BCE y aprovechar más el emergente mercado de Internet. La adquisición de BCE en 2000 (y el financiamiento posterior) del operador extranjero Teleglobe costó miles de millones de dólares. BCE vendió Teleglobe dos años después; Jean Monty renunció y fue sucedido por Michael Sabía como CEO.

### Reenfocarse en el negocio principal
Michael Sabia reorientó a BCE en su negocio principal de telecomunicaciones, lo que llevó a BCE a recomprar la participación del 20% en Bell Canada que había vendido en 1999 a Ameritech (que posteriormente fue adquirida por SBC Corporation). BCE también escindió unidades operativas que no consideraba esenciales para su negocio, incluyendo Emergis en 2004, y  Bell Globemedia y Telesat Canada en 2006.
El 1 de febrero de 2006, declarando la necesidad de seguir siendo competitivos, Bell Canada anunció recortes de empleos de 3.000 a 4.000 empleados para fines de 2006.
El 28 de abril, BCE anunció que el CEO Michael Sabia estaba recibiendo un aumento salarial del 455%, aumentando su salario de C $ 1,21 millones al año a $ 6,71 millones al año. El pago incluyó un salario de $ 1.25 millones, un bono de $ 2.2 millones que Sabia convirtió en unidades de acciones diferidas, un pago de incentivos a largo plazo de $ 3 millones y otra compensación, según la presentación. Bell Canada también registró aumentos récord de ingresos para el año fiscal anterior.
Bajo presión de inversores, el 11 de octubre de 2006, BCE anunció que se liquidaría, y sus activos restantes se convertirían en un fideicomiso de ingresos para que sus ingresos pudieran distribuirse directamente a accionistas a través de  dividendos, evitando impuestos corporativos. Se planeó que la nueva entidad se llamara "Bell Canada Income Fund".  Como parte de esta reestructuración, Bell Aliant ofreció tomar Bell Nordiq en privado, mientras permanecía separado del nuevo fideicomiso de Bell. Debido al anunció de los cambios en la ley de impuestos por el gobierno federal canadiense, el 12 de diciembre de 2006, BCE anunció que no procedería con su conversión planificada a un fideicomiso de ingresos. Luego comenzó a planificar una reestructuración que habría eliminado a la sociedad de cartera BCE, pero esto se suspendió cuando la compañía comenzó a atraer ofertas adquisición.

### Adquisición propuesta
Debido a su precio de las acciones estancado , a partir de abril de 2007, BCE fue cortejado para su adquisición por fondos de pensiones y grupos de capital privado, incluido un consorcio liderado por la Junta de Inversión del Plan de Pensiones de Canadá (con Kohlberg Kravis Roberts como uno de los participantes), un consorcio liderado por el Plan de Pensiones de Maestros de Ontario (OTPP) y un consorcio que incluía a Cerberus Capital Management. El 30 de junio de 2007, BCE aceptó una oferta de $ 42.75 por acción en efectivo, para una valoración total de $ 51.7 mil millones, del grupo liderado por el OTPP, e incluyendo Providence Equity Partners, Madison Dearborn Partners  , Merrill Lynch Global Private Equity, y Toronto-Dominion Bank.  El acuerdo propuesto habría sido la adquisición más grande en la historia de Canadá y la mayor compra apalancada de la historia. El acuerdo fue aprobado por los accionistas de BCE, Quebec Superior Court (cuyo fallo fue revocado por el Tribunal de Apelación de Quebec , pero luego fue confirmado por la Corte Suprema de Canadá)y el CRTC, sujeto a ciertas condiciones para que su estructura de gobierno corporativo garantice que Bell permanezca bajo control canadiense.
Debido al endurecimiento del Mercado de bonos causado por la crisis de las hipotecas de alto riesgo , los bancos de inversión que financiaron el acuerdo, liderados por Citigroup , Deutsche Bank y el Royal Bank of Scotland , iniciaron negociaciones el 16 de mayo de 2008 para revisar los términos de sus préstamos. con mayores tasas de interés y mayores restricciones para protegerse. El 4 de julio de 2008, BCE anunció que se había alcanzado un acuerdo final sobre los términos de la compra, con todo el financiamiento establecido, y Michael Sabia dejó BCE, con  George Cope asumiendo el cargo de CEO el 11 de julio. El 26 de noviembre de 2008, BCE anunció que KPMG había informado a BCE que no podría emitir una declaración sobre la solvencia de la empresa después de su privatización, una de las condiciones requeridas para la compra.  Como resultado, la compra fue cancelada.

### Expansión nuevamente en los medios de comunicación
Con Shaw Communications comprando Global Television Network, Vidéotron lanzando su red telefónica inalámbrica con contenido de video como un punto clave de venta, y la enorme popularidad de los videos inalámbricos e Internet y otras transmisiones de medios en los Juegos Olímpicos de Vancouver 2010, Bell una vez más trató de incorporar un proveedor de contenido a su cartera.  En septiembre de 2010, Bell anunció un acuerdo para recuperar el control total de las propiedades de transmisión propiedad de CTVglobemedia, incluida la CTV Television Network.  Bell también obtuvo una participación del 15% en The Globe and Mail, el otro activo importante de CTVglobemedia, con el 85% restante propiedad de  familia Thomson. A través de esta adquisición, Bell respondió a una tendencia creciente que se alejaba de los canales tradicionales de entrega de cable y satélite y hacia nuevos métodos distribución a través de Internet y redes inalámbricas. El CRTC aprobó la transacción en marzo de 2011.
En 2016, BCE anunció que había firmado un acuerdo para adquirir Manitoba Telecom Services (MTS) en una transacción por valor de $ 3.9 mil millones.  El acuerdo ha sido aprobado por los accionistas y juntas directivas de ambas compañías , y se espera que se cierre a fines de 2016 o principios de 2017 a la espera de la aprobación regulatoria de Oficina de Competencia y otras agencias.

## Activos
A partir de 2016, BCE Inc. tiene tres divisiones principales: Bell Canada, Bell Mobility y Bell Media, que comprenden más del 80% de los ingresos de BCE. Bell Aliant era una compañía subsidiaria formada en 1999 a partir de la fusión de las cuatro compañías telefónicas controladas por BCE que prestaban servicios a las  provincias atlánticas de Canadá.  En 2016, las operaciones de Bell Aliant se consolidaron en las de Bell Canada.
Su subsidiaria Bell MTS Inc . posee el 100% de su división Bell Canadá, que incluye Bell Aliant , Bell Mobility , Bell TV , Bell Media , Bell Fibe TV , Virgin Mobile Canadá y Lucky Mobile.
Los activos de Bell Media incluyen dos redes de televisión convencionales canadienses, CTV y CTV 2, junto con docenas de canales de televisión especializados, incluidos BNN Bloomberg, CTV Comedy Channel, CTV News Channel, CTV Drama Channel, CTV Sci-Fi Channel, MTV Canada, MTV2 Canada, Much, E! (Canadá), TSN y propiedades de radio.
BCE también posee el 18% del club de hockey sobre hielo Montreal Canadiens y (junto con el plan de pensiones de BCE) una participación del 37.5% en Maple Leaf Sports & Entertainment (propietario de varias franquicias deportivas de Toronto). Varias compañías de telecomunicaciones regionales y locales (incluidas Bell MTS, Northwestel, Télébec, NorthernTel y Dryden Municipal Telephone Service) son subsidiarias directas de BCE en lugar de  bajo Bell Canada.

### Bell Canada

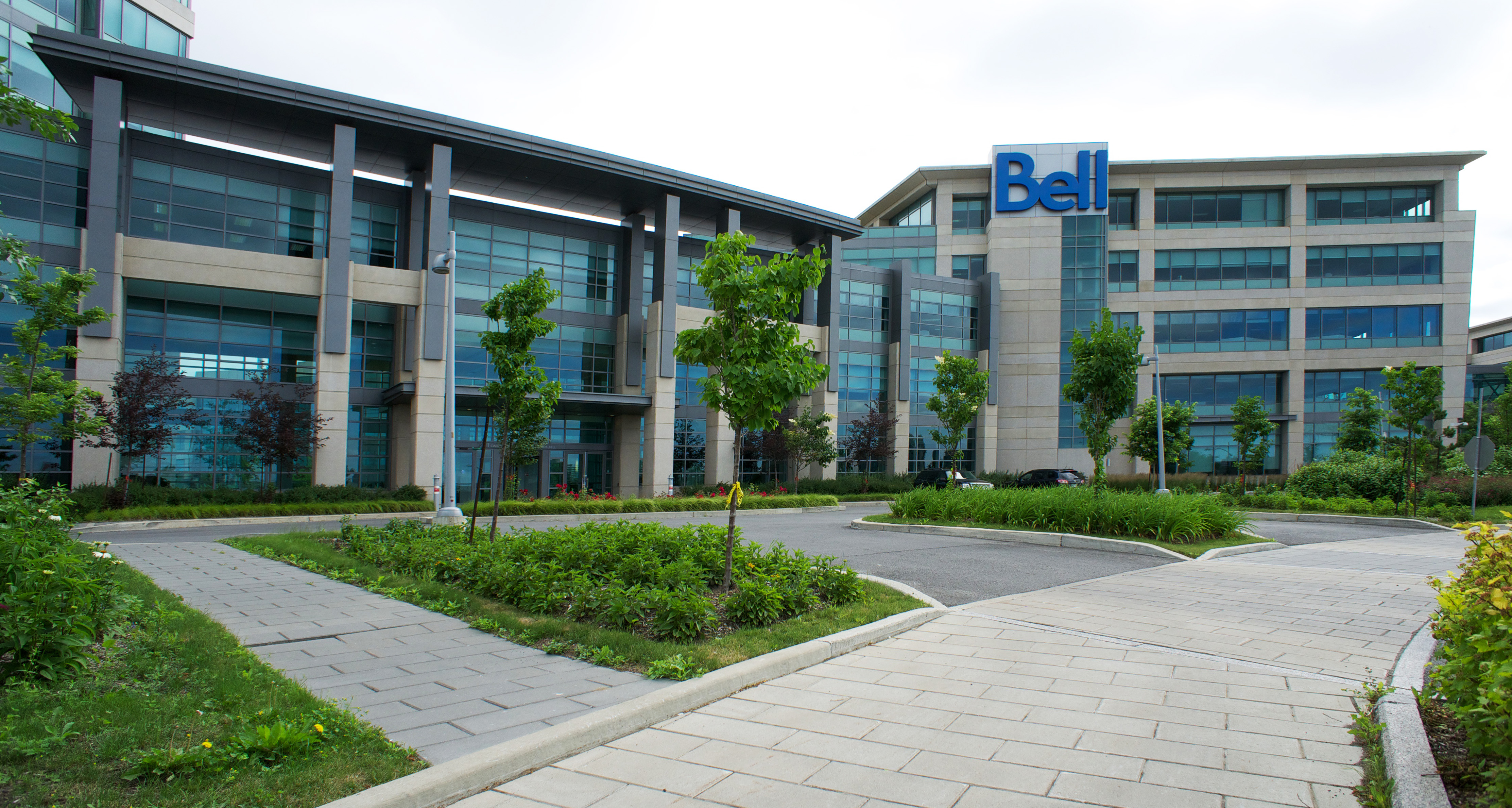
Bell Canada sede en Montreal. La compañía telecomunicaciones es una subsidiaria de BCE Inc.

Bell Canada formó el núcleo histórico primario de la compañía en el centro, el Atlántico y el norte de Canadá.
- Bell Aliant
- Distribución (Ontario, Quebec, Atlántico) - Bell Canada, Cablevision du Nord de Quebec Inc.
- Bell MTS
- Bell TV - Sociedad Limitada Bell ExpressVu

### Bell Media

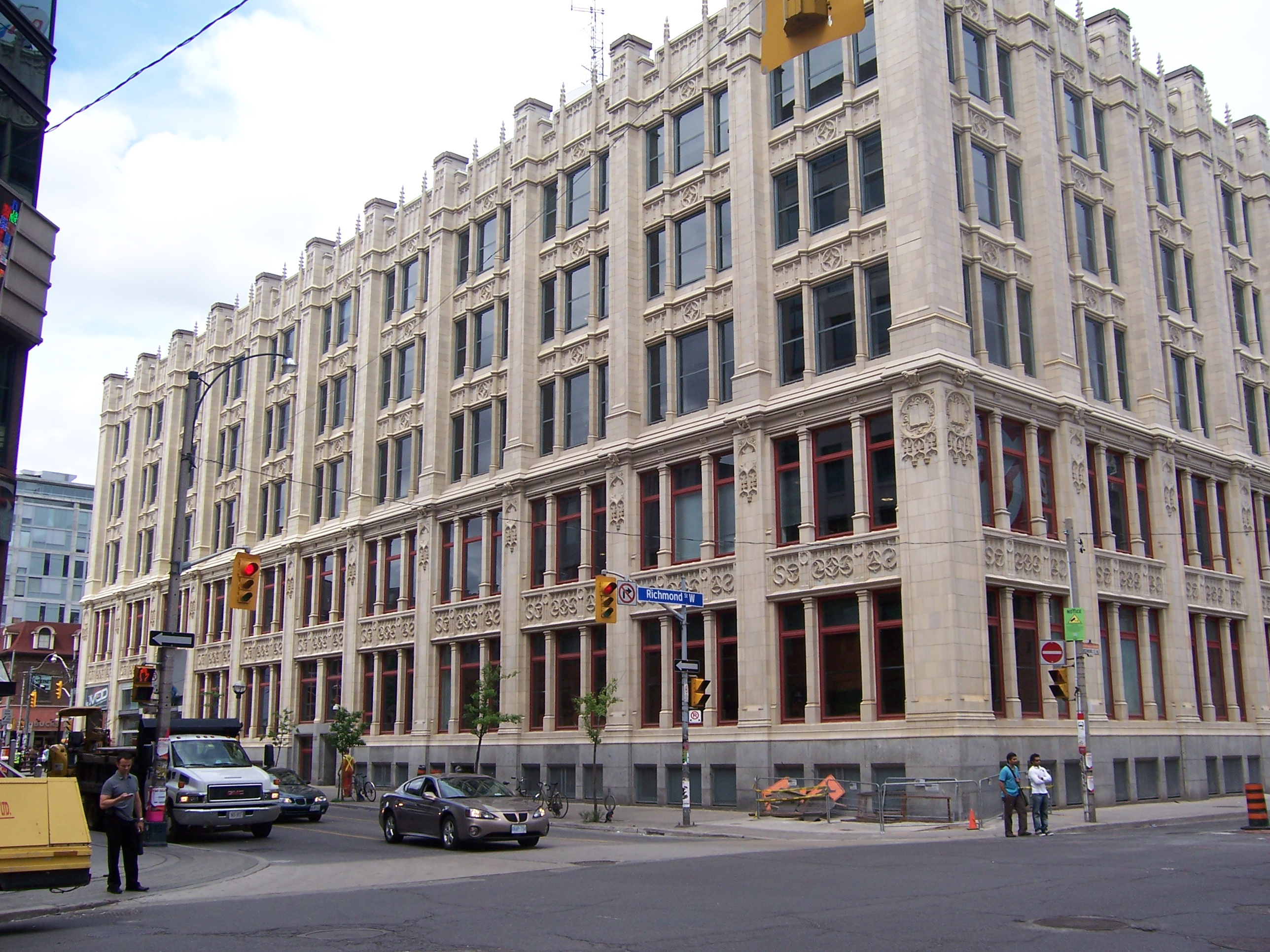
Bell Media sede en 299 Queen Street West en Toronto. La compañía es la subsidiaria de medios de comunicación de BCE.

Bell Media es la subsidiaria de transmisión y medios de BCE.  En 2000, BCE compró la red de televisión CTV por $ 2.3 mil millones.  La compañía combinó CTV con sus participaciones en el periódico "The Globe and Mail" para formar Bell Globemedia, con BCE con el 70% y  Thomson Newspapers y Woodbridge Co. Ltd. el resto.  En 2005, BCE vendió su participación controladora en Bell Globemedia por $ 183 millones a Woodbridge, Torstar, y el Plan de Pensiones de Maestros de Ontario, con BCE reteniendo una participación del 20%. Posteriormente, la compañía pasó a llamarse CTVglobemedia.  En 2007, adquirió la mayoría de los activos de CHUM Limited.  En 2010, BCE compró a los otros propietarios, adquiriendo las plataformas especializadas de televisión, medios digitales, televisión convencional y radiodifusión de CTV. In August 2015, BCE sold its remaining 15% stake in the Globe and Mail to Woodbridge.
Filiales de Bell Media:
- Bell Media TV
- Bell Media TV - Servicios de especialidades deportivas
- Bell Media TV - Servicios especializados (que no sean deportes)
- Bell Media Radio
- Bell Media Astral - Radio, TV y servicios especializados.

## Otras participaciones
A continuación se muestra una lista parcial de las participaciones del conglomerado BCE.

### Montreal Canadiens
En 2009, BCE se asoció con la familia Molson para adquirir el Club de Hockey Montreal Canadiens y el Bell Centre.  La compra de $ 575 millones se denominó "el acuerdo más rico en la historia de la NHL";  Se informó que la participación de BCE fue de $ 40 millones.

### Maple Leaf Sports and Entertainment
En 2011, junto con Rogers Communications y Kilmer Sports (sociedad de cartera de Larry Tanenbaum), BCE adquirió Maple Leaf Sports & Entertainment, propietario del hockey profesional Toronto Maple Leafs  equipo.  El interés de BCE se mantiene en asociación con Rogers Communications a través del holding 8047286 Canada Inc., 50% propiedad de Rogers y 50% del holding BCE 7680147 Canada Inc., que a su vez es 74.67% propiedad de BCE y 25.33% de BCE Master  Fondo Fiduciario (fondo de inversión del plan de pensiones de Bell).
Kilmer Sports y BCE también son copropietarios de Toronto Argonauts, un equipo que las compañías compraron en 2015;  BCE y Kilmer poseen cada uno el 50% del equipo.

## Posiciones pasadas

### Desarrollo BCE
BCE Development fue fundada como "Daon Development" por el desarrollador con sede en Vancouver Jack Poole en 1964. A mediados de la década de 1970, Daon se hizo conocido por expandirse agresivamente en los Estados Unidos.  La compañía ingresó por primera vez al mercado estadounidense en 1976 y casi cuadruplicó sus activos totales a $ 1,67 mil millones en cuatro años. Se prestó mucho para financiar ofertas de espacio de oficina prémium y conversiones de condominios. Para 1981, la compañía tenía activos por valor de más de $ 2 mil millones. Sin embargo, cuando las tasas de interés se dispararon, Daon fue sorprendido en exceso, no pudo cumplir con los pagos de su deuda y se vio obligado a realizar una reestructuración importante con sus banqueros.  En 1985, BCE adquirió el 68% de Daon de sus acreedores y cambió su nombre a BCE Development Corporation en febrero de 1986. En marzo de 1986, acordó adquirir US $ 1 mil millones en bienes raíces comerciales de la subsidiaria estadounidense de Oxford Development Group Ltd.  , más que duplicando la cartera de BCED.  BCE declaró que su objetivo era convertirse de un desarrollador de terrenos a un desarrollador de propiedades comerciales de primer nivel.
En julio de 1990, BCE Inc. vendió el 50% de la propiedad de BCE Development a Carena Developments Ltd. (controlada por  sucursal de Toronto de la familia Bronfman).  BCED pasó a llamarse Brookfield Development Inc. (ahora Brookfield Asset Management) seguido en 1994 por el 50% restante.

### Montreal Trust
En marzo de 1989, BCE compró una participación del 64% en Montreal Trust de Power Financial por $ 547 millones.  La diversificación se consideró una "evolución natural" debido al interés de larga data de BCE en los servicios financieros, su familiaridad en la venta de servicios al público y sus operaciones internas de administración de dinero.  En 1993, BCE vendió Montreal Trust a Scotiabank por alrededor de $ 290 millones, con una pérdida sustancial.

### Nortel Networks

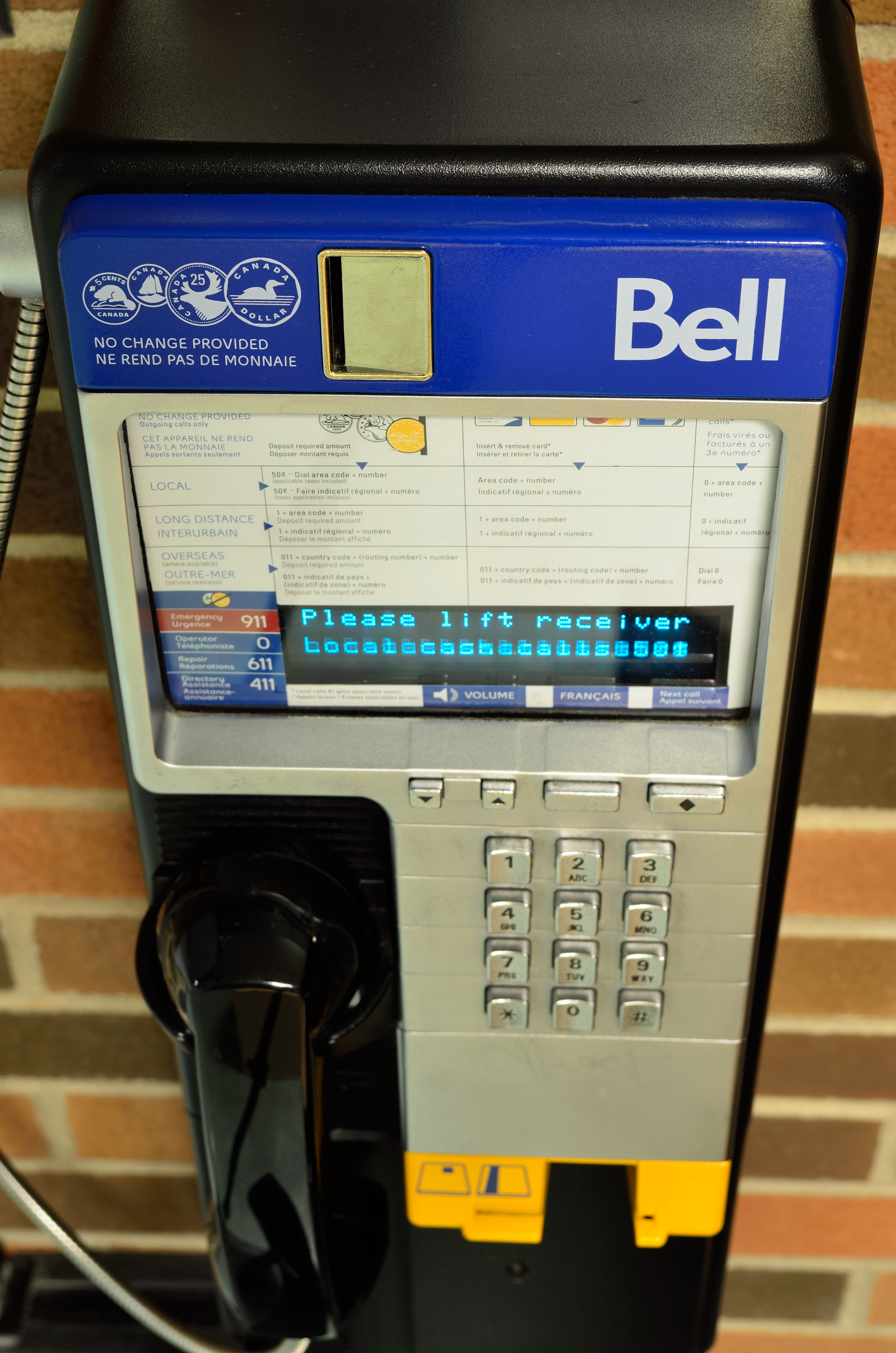
Un teléfono público Bell Nortel Millennium, introducido en la década de 1990. Nortel fue una subsidiaria de BCE de 1983 a 2000.

Cuando se creó BCE en 1983, Northern Telecom fue transferido de una subsidiaria de Bell Canada regulada por CRTC a una subsidiaria no regulada de BCE.  En 1998, con la adquisición de Bay Networks por parte de Nortel, el nombre de la compañía fue cambiado a Nortel Networks.  Como consecuencia de la transacción de acciones utilizada para comprar Bay Networks, la participación de BCE se diluyó a una participación minoritaria.  En 2000, BCE escindió Nortel, distribuyendo sus acciones en Nortel a sus accionistas.  El precio de las acciones de Nortel colapsó con el colapso de las puntocom de 2000 y, combinado con un mal manejo de una investigación contable posterior, la compañía nunca se recuperó por completo.  Fue liquidado en 2009.

### Teleglobe Inc.
En 1987, BCE compró una participación del 30% en Memotec Data Corporation por $ 196 millones. Cuando Memotec compró el operador de telecomunicaciones internacional Teleglobe Canada al gobierno canadiense en 1987, la compañía pasó a llamarse Teleglobe Inc. En marzo de 2000, BCE anunció la compra de las acciones de Teleglobe que no poseía por $ 9.65 mil millones. En abril de 2002, BCE anunció que estaba cortando la financiación a largo plazo de Teleglobe, renunciaría a la compañía y se haría cargo de hasta $ 8,500 millones. En 2005, Teleglobe se vendió al Grupo Tata y ahora se conoce como VSNL International Canada.  En septiembre de 2002, vendió su negocio de voz y datos por $ 197 millones.

### Telesat Canadá
En 1970, Bell Canada adquirió una participación minoritaria en el operador de telecomunicaciones satelitales Telesat Canada.  En 1998, BCE aumentó su participación al 100% a un costo de $ 158 millones para el 42% de las acciones que aún no poseía. En diciembre de 2006, BCE anunció la venta de Telesat a Loral Space & Communications y la Public Sector Pension Investment Board por CAD $ 3,28 mil millones.

### TransCanada PipeLines
En 1983, BCE adquirió una participación controladora del 42% en TransCanada PipeLines Limited (TCPL). En 1990, anunció su salida del sector energético y vendió su participación en TCPL por $ 1.100 millones.

## Gobierno corporativo
El ISS Governance QualityScore de BCE Inc. al 3 de diciembre de 2019 es 2. Los puntajes principales son Auditoría: 1;  Junta: 3;  Derechos de los accionistas: 3;  Indemnización: 3.
Se proporcionan puntajes de gobierno corporativo a Yahoo Finance por Institutional Shareholder Services (ISS).  Las puntuaciones denotan un decile rank relativo al índice o región.  Un puntaje de decil de 1 denota el riesgo de gobierno más bajo, mientras que un puntaje de 10 denota el riesgo de gobierno más alto.

### Junta directiva
A partir de marzo de 2020, el actual consejo de administración son: Barry K. Allen, Mirko Bibic, Sophie Brochu, Robert E. Brown, David F. Denison, Robert P. Dexter, Ian Greenberg, Katherine Lee, Monique F. Leroux, Calin Rovinescu, Karen Sheriff, Robert C. Simmonds y Paul R. Weiss.
Desde el inicio, BCE ha tenido cinco CEOs :
- A. Jean de Grandpré: 1983–1988.
- Jean Monty: 1988–2002.
- Michael Sabia: 2002–2008.
- George A. Cope: 2008–2020.
- Mirko Bibic: Actualmente en el cargo.